# 븡깐

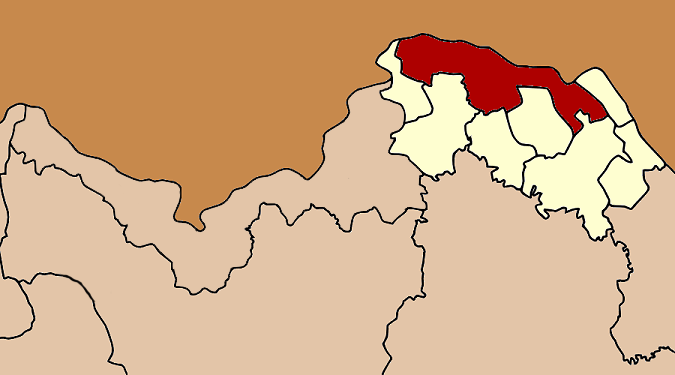
븡깐의 위치

븡깐(태국어: เมืองบึงกาฬ)은 태국 북동부의 읍이자 븡깐 주의 주도로, 인구는 87,129명(2010년 기준), 면적은 791.9km2이다.